# Baghlachī-ye Soflá
Baghlachī-ye Soflá (persiska: بغلچی سفلی) är en ort i Iran.   Den ligger i provinsen Västazarbaijan, i den nordvästra delen av landet, 700 km nordväst om huvudstaden Teheran. Baghlachī-ye Soflá ligger 2 271 meter över havet och antalet invånare är 283.
Terrängen runt Baghlachī-ye Soflá är lite bergig. Runt Baghlachī-ye Soflá är det ganska tätbefolkat, med 67 invånare per kvadratkilometer. Närmaste större samhälle är Kāpūt, 8,2 km öster om Baghlachī-ye Soflá. Trakten runt Baghlachī-ye Soflá består i huvudsak av gräsmarker.